# الساحلية (تعز)
الساحليه هي إحدى قرى الجمهورية اليمنية. وهي تتبع جغرافيًا لمحافظة تعز. وإداريًا لمديرية المعافر. يبلغ تعداد سكانها 4048 نسمة حسب الإحصاء الذي جرى عام 2004.